# Gerbillurus setzeri
Gerbillurus setzeri é uma espécie de roedor da família Muridae.
Pode ser encontrada nos seguintes países: Angola e Namíbia.
Os seus habitats naturais são: desertos quentes e desertos temperados.
Seu nome popular em português é gerbil de pés cabeludos de Setzer.